# 1696
| 1696               |
| ------------------ |
| Dødsfald - Fødsler |
| • Begivenheder     |

| Gregoriansk kalender | 1696 MDCXCVI            |
| Ab urbe condita      | 2449                    |
| Armensk kalender     | 1145 ԹՎ ՌՃԽԵ            |
| Kinesiske kalender   | 4392 – 4393 乙亥 – 丙子 |
| Etiopisk kalender    | 1688 – 1689             |
| Jødisk kalender      | 5456 – 5457             |
| Hindukalendere       |                         |
| - Vikram Samvat      | 1751 – 1752             |
| - Shaka Samvat       | 1618 – 1619             |
| - Kali Yuga          | 4797 – 4798             |
| Iransk kalender      | 1074 – 1075             |
| Islamisk kalender    | 1108 – 1109             |

Konge i Danmark: Christian 5. 1670-1699
Se også 1696 (tal)